# Bermudo I Forjaz de Trastâmara
Bermudo I Forjaz de Trastâmara .(c. 1000 - ?) foi um cavaleiro medieval que viveu no Condado portucalense, foi Conde de Trastâmara, pelo que as cujas origens se encontram na Casa de Trastâmara.

## Biografia
D. Bermudo I sucedeu a seu pai nas terras de Trastâmara. Foi pai de Forjaz Vermuis I de Trastâmara, pessoa irá tomara o nome o Couto de Vermoim que foi julgado.
Foi Vermuis I de Trastâmara, quem deu termo à então localidade de Barcelos na Província de Entre Douro e Minho. Casou com D. Aldonça Rodrigues de Leão sua prima filha de D. Rodrigo Romays Conde de Monterrozo irmão de sua avó D. Joana Romay.

## Relações familiares
Foi filho de Froila Mendes de Trastâmara (Espanha, c. 830 - Galiza, Espanha) e de Grixivera Álvares das Astúrias, filha do conde das Astúrias, Álvaro das Astúrias. Casou com D. Aldonça Rodrigues de Leão sua prima, filha de D. Rodrigo Romays Conde de Monterrozo, de quem teve:
1. Forjaz Vermuis I de Trastâmara (c. 1040 -?) casado com Sancha Ordonhes.